# Adolf Bellander

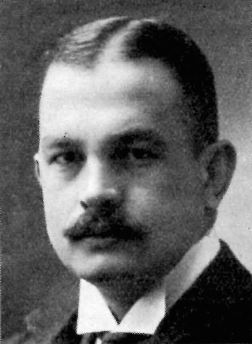
Adolf Bellander.

Bror Fredrik Adolf Bellander, född 10 september 1875 i Ockelbo församling, Gävleborgs län, död 30 januari 1941 i Nacka församling i Stockholms län, var en svensk läkare. Han var son till jägmästaren Bror Bellander (1845–1913) och bror till bankmannen Bror Bellander (1883–1943). 
Bellander tog studentexamen i Gävle 1894, avlade mediko-filosofisk examen vid Uppsala universitet 1895, blev medicine kandidat 1899 och medicine licentiat 1904 vid Karolinska Institutet i Stockholm. Han var amanuens vid Sankt Görans sjukhus tuberkulosavdelning 1904–1905, underläkare vid Stockholms epidemisjukhus 1905–1906, samt amanuens och underläkare vid Maria sjukhus 1906–1908. Han var praktiserande läkare i Stockholm och Storängen från 1909, järnvägsläkare där 1909–1913 och konsulterande kirurg vid barnsjukhuset Samariten 1910–1919. Han var överläkare vid livförsäkringsbolaget Balder från 1913, ledamot av dess styrelse från 1915 och fullmäktig från 1924.